# Вејнрајт (Аљаска)
Вејнрајт (енгл. Wainwright) град је у америчкој савезној држави Аљаска.

## Демографија
По попису из 2010. године број становника је 556, што је 10 (1,8%) становника више него 2000. године.
| Група             | 2000.     | 2010.     |
| Белци             | 37 (6,8%) | 44 (7,9%) |
| Афроамериканци    | 1 (0,2%)  | 0 (0,0%)  |
| Азијати           | 0 (0,0%)  | 0 (0,0%)  |
| Хиспаноамериканци | 0 (0,0%)  | 2 (0,4%)  |
| Укупно            | 546       | 556       |